# Дъвкателни мускули
Дъвкателните мускули (на латински: Musculi masticatorii) извършват движенията на долната челюст. Те са по четири групи от всяка страна. Те се закрепват между костите на черепа и долната челюст и като придвижват долната челюст, осъществяват дъвкателните движения. Към дъвкателните мускули принадлежат: големият дъвкателен, слепоочният, латералният криловиден и медиалният криловиден мускул.

## Същински дъвкателен мускул
M. masseter – същински дъвкателен мускул. Той е разположен на външната страна на клона на долната челюст и има продълговато-четириъгълна форма. Състои се от две части – повърхностна (pars superficialis) и дълбока (pars profunda). Към предния край двете части се сливат напълно, а при задния край са ясно разграничени. Към горно-задния си край едно малко триъгълно поле на дълбоката част остава непокрито от повърхностната.
Повърхностната част (pars superficialis): започва от долния ръб на ябълчната кост (os zygomaticum) и предният край на arcus zygomaticus, и се залавя за tuberositas masseterica на angulus mandibulae.
Дълбоката част (pars profunda): започва от вътрешната част на ябълчната дъга (arcus zygomaticus) и fascia temporalis и се залавя за ramus mandibulae.
На външната си страна мускулът е покрит от плътна фасция – fascia masseterica, която надолу преминава в повърхностния лист на двойната фасция.

## Слепоочен мускул
M.temporalis – слепоочен мускул. Той е разположен в слепоочната яма и е най-големият от дъвкателните мускули. Неговите мускулни влакна започват от linea tempotalis inferior, от повърхността на fossa temporalis и от fascia temporalis, която ги покрива. Мускулните снопчета се насочват вретеновидно дълбоко под arcus zygomaticus, минавайки в сухожилие, което се залавя за processus coronoideus и вътрешната повърхност на ramus mandibulae. В предната част мускулните снопчета се спущат почти отвесно, следните са наклонени надолу и напред, а задните са почти хоризонтални. M.temporalis е покрит от fascia temporalis. Тя започва от linea temporalis superior и надолу се разцепва на два листа – повърхностен и дълбок. Повърхностният лист се прикрепва по външната страна на arcus zygomaticus, а дълбокият – по вътрешната му страна. Между двата листа се затваря пространство, изпълнено с мастна тъкан, което улеснява движението на сухожилието.

## Латерален криловиден мускул
M. pterygoideus lateralis – латерален криловиден мускул. Той се състои от две глави – горна и долна. Горната глава започва от facies infratemporalis на ala major ossis sphenoidalis, а долната, която е по-голяма, започва от processus pyramidalis на небцовата кост и от латералната част на processus petrygoideus ossis sphenoidalis. Двете мускулни глави се отправят напред, конвергират една към друга и се свързват в предния си край. Горната част на мускула се залавя за ставната капсула и за discus articularis на долночелюстната става, а долната част се залавя за fossa pretygoidea на шийката на долната челюст. Инервира се от n. Pterygoideus lateralis от n. Mandibularis
Действия:
1: Отваряне на устата, чрез издърпването на ставната главичка
2: Странични движения на мандибулата

## Медиален криловиден мускул
M. pretygoideus – медиален криловиден мускул. Състои се от две глави – медиална и латерална. Медиалната глава започа от lamina medialis processus pterygoideus ossis sphenoidalis. Латералната глава от tuber maxilae и lamina lateralis processus pterygoideus ossis sphenoidalis. Мускулните влакна вървят косо надолу и назад, и се свързват с tuberositas pterygoidea на вътрешната страна на angulus mandibulae. Инервира се от n. Mandibularis.
Действия:
1: Елевация на мандибулата
2: Протрудиране и странични движения

### Същност на дъвкателните мускули
Трите дъвкателни мускула, както показват техните залавни места и посоки на мускулните влакна, приближават долната челюст към горната, затварят устата. Лекото затваряне на устата без преодоляване на голямо съпротивление се извършва главно от m. temporalis, който действа с твърде късо рамо на силата. При раздробяването на храната най-голямо участие вземат m. masseter и m. pterygoideus medialis, които са мощни мускули и действат в по-голямо рамо на силата. M. pterygoideus medialis, както показват неговите заловни места и посока, издърпва долната челюст заедно с discus articularis напред. Негов антагонист е задната, хоризонтална част на m. temporalis. При изолирано действие на тази част долната челюст се придвижва назад. Движенията на долната челюст встрани е резултат на комбинирано действие на различни дъвкателни мускули.
Четирите дъвкателни мускула се инервират от едноименни клонове на n. mandubularis, n. trigeminus.